# Zapasy na Letnich Igrzyskach Olimpijskich 1984 – kategoria do 100 kg w stylu wolnym
Zmagania mężczyzn do 100 kg to jedna z dziesięciu męskich konkurencji w zapasach w stylu wolnym rozgrywanych podczas Letnich Igrzysk Olimpijskich 1984. Pojedynki w tej kategorii wagowej odbyły się w dniach 9 – 11 sierpnia.

## Klasyfikacja[1]
| Pozycja | Nazwisko              | Kraj              |
| ------- | --------------------- | ----------------- |
| 1       | Lou Banach            | Stany Zjednoczone |
| 2       | Joseph Atiyeh         | Syria             |
| 3       | Vasile Pușcașu        | Rumunia           |
| 4       | Hayri Sezgin          | Turcja            |
| 5       | Tamon Honda           | Japonia           |
| 6       | Jeorjos Pikilidis     | Grecja            |
| 7       | Kartar Dhillon Singh  | Indie             |
| 8       | Wayne Brightwell      | Kanada            |
| 9       | Karl-Johan Gustavsson | Szwecja           |
| .       | Oumar Samba Sy        | Mauretania        |
| .       | Ambroise Sarr         | Senegal           |

## Zasady[2]
Uczestnicy zostali podzieleni na dwie grupy. Zawodnik który przegrał dwie walki odpadł z dalszej rywalizacji.
- TF — Łopatki
- SP — Przewaga (8-11 punktów różnicy, pokonany zdobył punkty)
- ST — Przewaga (12 punktów różnicy, przewaga techniczna)
- PP — Na punkty (1-7 punktów różnicy, pokonany zdobył punkty)
- P1 — Pasywność (Przy prowadzeniu różnicą 1-7 punktów)
- PA — Kontuzja
- DNA — Wycofał się

## Wyniki

### Rundy eliminacyjne

#### Grupa A
| Przegrane | Zawodnik              | Wynik   | Czas/Punkty | Zawodnik             | Przegrane |         |
| Runda 1   | Runda 1               | Runda 1 | Runda 1     | Runda 1              | Runda 1   | Runda 1 |
| --------- | --------------------- | ------- | ----------- | -------------------- | --------- | ------- |
| 1         | Karl-Johan Gustavsson | 0-4 ST  | 2-15        | Kartar Dhillon Singh | 0         |         |
| 0         | Jeorjos Pikilidis     | 3-0 P1  | 4:57        | Oumar Samba Sy       | 1         |         |
| 0         | Joseph Atiyeh         | 4-0 TF  | 4:42        | Vasile Pușcașu       | 1         |         |
| Runda 2   |                       |         |             |                      |           |         |
| 2         | Karl-Johan Gustavsson | 0-4 ST  | 0-12        | Jeorjos Pikilidis    | 0         |         |
| 1         | Kartar Dhillon Singh  | 0-4 TF  | 0:33        | Joseph Atiyeh        | 0         |         |
| 1         | Vasile Pușcașu        |         |             | Bez walki            |           |         |
| 1         | Oumar Samba Sy        |         |             | DNA                  |           |         |
| Runda 3   |                       |         |             |                      |           |         |
| 1         | Vasile Pușcașu        | 3-1 PP  | 6-5         | Kartar Dhillon Singh | 2         |         |
| 1         | Jeorjos Pikilidis     | 0-4 PA  | 0:27        | Joseph Atiyeh        | 0         |         |
| Finał     |                       |         |             |                      |           |         |
|           | Joseph Atiyeh         | 4-0 TF  | 4:42        | Vasile Pușcașu       |           |         |
|           | Jeorjos Pikilidis     | 0-4 PA  | 0:27        | Joseph Atiyeh        |           |         |
|           | Vasile Pușcașu        | 4-0 PA  |             | Jeorjos Pikilidis    |           |         |

#### Klasyfikacja
| Zawodnik              | Przegrane | Runda | Punktacja | Finał |
| --------------------- | --------- | ----- | --------- | ----- |
| Joseph Atiyeh         | 0         | -     | 12        | 8     |
| Vasile Pușcașu        | 1         | -     | 3         | 4     |
| Jeorjos Pikilidis     | 1         | -     | 7         | 0     |
| Kartar Dhillon Singh  | 2         | 3     | 5         |       |
| Karl-Johan Gustavsson | 2         | 2     | 0         |       |
| Oumar Samba Sy        | 1         | 1     | 0         |       |

#### Grupa B
| Przegrane | Zawodnik         | Wynik      | Czas/Punkty | Zawodnik      | Przegrane |         |
| Runda 1   | Runda 1          | Runda 1    | Runda 1     | Runda 1       | Runda 1   | Runda 1 |
| --------- | ---------------- | ---------- | ----------- | ------------- | --------- | ------- |
| 1         | Hayri Sezgin     | 0-4 TF     | 1:14        | Lou Banach    | 0         |         |
| 1         | Ambroise Sarr    | 0-4 TF     | 3:52        | Tamon Honda   | 0         |         |
| 0         | Wayne Brightwell |            |             | Bez walki     |           |         |
| Runda 2   |                  |            |             |               |           |         |
| 1         | Wayne Brightwell | 1-3 PP     | 5-6         | Hayri Sezgin  | 1         |         |
| 0         | Lou Banach       | 4-0 TF     | 1:45        | Ambroise Sarr | 2         |         |
| 0         | Tamon Honda      |            |             | Bez walki     |           |         |
| Runda 3   |                  |            |             |               |           |         |
| 1         | Tamon Honda      | 1-3 PP     | 4-9         | Hayri Sezgin  | 1         |         |
| 2         | Wayne Brightwell | 0.5-3.5 SP | 1-11        | Lou Banach    | 0         |         |
| Finał     |                  |            |             |               |           |         |
|           | Hayri Sezgin     | 0-4 TF     | 1:14        | Lou Banach\|  |           |         |
|           | Tamon Honda      | 1-3 PP     | 4-9         | Hayri Sezgin  |           |         |
|           | Lou Banach       | 4-0 TF     | 1:56        | Tamon Honda   |           |         |

#### Klasyfikacja
| Zawodnik         | Przegrane | Runda | Punktacja | Finał |
| ---------------- | --------- | ----- | --------- | ----- |
| Lou Banach       | 0         | -     | 11.5      | 8     |
| Hayri Sezgin     | 1         | -     | 6         | 3     |
| Tamon Honda      | 1         | -     | 5         | 1     |
| Wayne Brightwell | 2         | 3     | 1.5       |       |
| Ambroise Sarr    | 2         | 2     | 0         |       |

### Runda finałowa[11]
| Zawodnik          | Wynik           | Czas/Punkty     | Zawodnik        |                 |
| O piąte miejsce   | O piąte miejsce | O piąte miejsce | O piąte miejsce | O piąte miejsce |
| ----------------- | --------------- | --------------- | --------------- | --------------- |
| Jeorjos Pikilidis | 0-4 PA          |                 | Tamon Honda     |                 |
| O brązowy medal   |                 |                 |                 |                 |
| Vasile Pușcașu    | 3-1 PP          | 4-3             | Hayri Sezgin    |                 |
| Finał             |                 |                 |                 |                 |
| Joseph Atiyeh     | 0-4 TF          | 1:01            | Lou Banach      |                 |